# Colonia Ermita
Colonia Ermita är en ort i Mexiko, tillhörande kommunen Apaxco i den nordvästra delen av delstaten Mexiko, i den centrala delen av landet. Orten hade 765 invånare vid folkräkningen 2010.